# Sergiusz Soroko
Sergiusz Soroko (ur. 19 lipca 1915 w miejscowości Turzec pod Mołodecznem, zm. 22 stycznia 1995) – białoruski nauczyciel i działacz polityczny, poseł na Sejm PRL I kadencji (1952–1956).

## Życiorys
Urodził się w rodzinie chłopskiej. Uczęszczał do seminarium nauczycielskiego w Borunach oraz w Wilnie. Walczył w wojnie obronnej Polski w 1939, po czym dostał się do niewoli niemieckiej (1939–1945). Po wyzwoleniu organizował szkolnictwo ludowe na Podlasiu, działał w PPR (Komitet Miejski w Hajnówce). Z jego inicjatywy założono Liceum Ogólnokształcącego z Białoruskim Językiem Nauczania w Hajnówce, którego był dyrektorem. Brał udział w białoruskich życiu kulturalnym na Podlasiu, organizując m.in. kółka teatralne. W 1952 uzyskał mandat posła na Sejm I kadencji w okręgu Łomża. Zasiadał w Komisji Komunikacji i Łączności.